# Minh Tú (người mẫu)
Nguyễn Minh Tú (sinh ngày 14 tháng 11 năm 1991), thường được biết đến với nghệ danh Minh Tú, là một nữ người mẫu kiêm nhân vật truyền hình người Việt Nam. Cô được giới mộ điệu đánh giá là một trong tứ đại siêu mẫu thế hệ mới cùng Hoàng Thùy, Võ Hoàng Yến và Lan Khuê.
Bắt đầu sự nghiệp của mình vào năm 2010, Tú từng đoạt các giải thưởng người mẫu lớn gồm Siêu mẫu phong cách 2011 (tại Siêu mẫu Việt Nam), giải bạc Siêu mẫu Việt Nam 2013 và á quân Asia's Next Top Model 2017. Năm 2018, cô đoạt giải Người đẹp Siêu quốc gia châu Á 2018 và lọt Top 10 chung cuộc tại Hoa hậu Siêu quốc gia 2018.

## Sự nghiệp
Năm 2010, Minh Tú đăng ký tham gia Siêu mẫu Việt Nam 2010, kết quả đạt Top 40. Năm 2011, cô tiếp tục tham gia và lọt top 20 chung cuộc Siêu mẫu Việt Nam 2011, cùng giành giải phụ Siêu mẫu phong cách và chính thức bước chân vào con đường trở thành người mẫu. Năm 2012, cô tham gia cuộc thi Người mẫu trẻ châu Á 2012 tại Hàn Quốc nhưng lại không may mắn mang lại giải thưởng. Đến 2013, Minh Tú một lần nữa trở lại với Siêu mẫu Việt Nam 2013 và đạt một trong ba giải bạc của cuộc thi, đồng hạng với hai thí sinh Phan Hà Phương và Trần Minh Trung, người chiến thắng là Trần Ngọc Lan Khuê. Sau năm 2011 và 2013, cô được mời đến Siêu mẫu Việt Nam 2015 với vai trò giám khảo.
Tháng 5 năm 2014, Tú tham gia casting tại Tuần lễ thời trang Singapore và biểu diễn cho bộ sưu tập của nhà thiết kế Oscar de la Renta. Ngoài ra, Minh Tú còn tham gia trình diễn tại nhiều khuôn khổ thời trang khác như: New York Fashion Week 2015, Vietnam International Fashion Week 2015,...
Dấu mốc quan trọng nhất đến với Minh Tú vào năm 2017 khi cô là đại diện Việt Nam tham gia thi đấu tại Asia's Next Top Model 2017 và xuất sắc lọt Top 3 (Á quân) chung cuộc, đồng thời cũng là đại diện Việt Nam tiến xa nhất trong cuộc thi này. Đây là bước ngoặt đầu tiên trong sự nghiệp của Minh Tú, chính thức đưa cô lên hàng vedette của làng mẫu Việt sau bảy năm hoạt động trong nghề. Sau cuộc thi, cô quay về Việt Nam làm huấn luyện viên cho hai chương trình truyền hình thực tế là The Face Vietnam 2017 (cùng Hoàng Thùy và Lan Khuê) và The Look Vietnam 2017 (cùng Hoa Hậu Phạm Hương và Hoa Hậu Kỳ Duyên). Cô từng chia sẻ ý định sẽ tranh tài tại cuộc thi Hoa hậu Hoàn vũ Việt Nam 2017 nhưng cuối cùng đã rút lui vì lý do công việc.
Năm 2018, cô nhận lời làm alumni mentor cho cuộc thi Asia's Next Top Model 2018. Cuối 2018, Minh Tú chính thức đại diện Việt Nam tham gia đấu trường nhan sắc Hoa hậu Siêu quốc gia và lọt vào Top 10 chung cuộc, đồng thời nhận danh hiệu Người đẹp Siêu quốc gia châu Á 2018, cùng ba giải thưởng phụ : Trang phục dân tộc đẹp nhất và Trình diễn dạ hội đẹp nhất, Top Model. Cô cũng được chọn là đại diện cho Việt Nam tại Vẻ đẹp vượt Thời gian 2018 cùng với H'Hen Niê, Nguyễn Phương Khánh và Trần Tiểu Vy. Cô lọt vào top 25 chung cuộc.
Năm 2019, Minh Tú xuất hiện trên màn ảnh rộng với vai chính đầu tiên trong bộ phim điện ảnh Hoa hậu Giang hồ của Đạo diễn/ Diễn viên Lương Mạnh Hải. Với vai diễn này, cô đã gặt hái cho mình những thành công nhất định trong bộ môn nghệ thuật thứ 7, đặt nền tảng cho sự nghiệp diễn xuất trong tương lai. Sau bộ phim, Minh Tú nhận vai trò giám khảo khách mời trong tập 8 của chương trình Tôi là Hoa hậu Hoàn vũ Việt Nam 2019 cùng Á hậu Mâu Thủy. Năm 2020, Minh Tú đến với Hoa hậu Chuyển giới Việt Nam 2020 cùng với Hoàng Thùy và Kiều Loan trên cương vị huấn luyện viên. Đội hình của Minh Tú gồm 5 thí sinh: Vũ Thu Phương, Phùng Trương Trân Đài, Cadie Huỳnh Anh, Châu Kim Sang và Mộng Thường. Kết quả thí sinh Phùng Trương Trân Đài đăng quang ngôi vị cao nhất, Á hậu 1 và Á hậu 2 thuộc về thí sinh Lương Mỹ Kỳ và Nguyễn Phạm Tường Vi - Team Hoàng Thùy. Thí sinh Nguyễn Khánh An- team Kiều Loan dừng chân tại Top 6 chung cuộc.
Năm 2022, cô cùng Hoa hậu Kỳ Duyên và Á hậu Thúy Vân đảm nhiệm vai trò huấn luyện viên cho cuộc thi Miss Fitness Vietnam - Hoa hậu Thể thao Việt Nam 2022.

## Đời tư
Vào ngày 13 tháng 4 năm 2024, Minh Tú kết hôn với bạn trai lâu năm của cô là Christopher Schnieders.

## Tạp chí
Xuyên suốt sự nghiệp làm mẫu, Minh Tú sở hữu 25 bìa tạp chí.
| Năm  | Tạp chí            | Tháng |         |
| ---- | ------------------ | ----- | ------- |
| 2011 | Đẹp                | 02    |         |
| 2012 | Đẹp                | 10    |         |
| 2012 | Sành Điệu          | 01    |         |
| 2013 | Đẹp                | 10    |         |
| 2013 | Golf & Life        |       |         |
| 2013 | Thời Trang Trẻ     | 09    |         |
| 2014 | Đẹp                | 03    | [ 13 ]  |
| 2014 | Golf & Life        | 09    |         |
| 2014 | Sành Điệu          | 07    |         |
| 2014 | Đẹp                | 09    |         |
| 2015 | F Magazine         |       |         |
| 2015 | Heritage Fashion   | 01-02 |         |
| 2016 | Heritage Fashion   | 10-11 |         |
| 2018 | Heritage Fashion   | 12-01 |         |
| 2022 | L'Officiel Vietnam | 08    |         |
| 2023 | L'Officiel Vietnam | 10    | Digital |
| 2025 | L'Officiel Vietnam | 03    |         |

## Giải thưởng và đề cử
| Năm  | Giải thưởng            | Hạng mục                             | Kết quả   |
| ---- | ---------------------- | ------------------------------------ | --------- |
| 2017 | Elle Style Awards 2017 | Nữ người mẫu phong cách nhất của năm | Đoạt giải |
| 2017 | WeChoice Awards 2017   | Nghệ sĩ có hoạt động nổi bật         | Đoạt giải |
| 2018 | Ngôi sao của năm 2018  | Ngôi sao Thời trang                  | Đoạt giải |
| 2021 | Ngôi sao của năm 2020  | Ngôi sao Mỹ nhân                     | Đoạt giải |
| 2023 | L'Officiel Vietnam     | Women Of Fashion                     | Đoạt giải |
| 2023 | TikTok Awards Việt Nam | Celebrity of the year                | Đoạt giải |

## Thành tích
- Top 40 Siêu mẫu Việt Nam 2010
- Top 10 Siêu mẫu Việt Nam 2011
  - Giải phụ : Siêu mẫu phong cách
- Giải bạc Siêu mẫu Việt Nam 2013
- Á quân Asia's Next Top Model 2017
- Hoa hậu Siêu quốc gia châu Á 2018 & Top 10 Hoa hậu Siêu quốc gia 2018
  - Giải phụ : Trình diễn dạ hội đẹp nhất
  - Giải phụ : Trang phục dân tộc đẹp nhất
  - Giải phụ : Missosologist's Choice
- Á quân Sao Nhập Ngũ 2022

## Người mẫu thương mại

### Đại sứ
| Năm  | Sự kiện / Campaign                                   | Vai trò            | Lĩnh vực           | Tổ chức/Người đứng đầu | Ghi chú |
| ---- | ---------------------------------------------------- | ------------------ | ------------------ | ---------------------- | ------- |
| 2017 | Hennessy Việt Nam                                    | Đại sứ thương hiệu | thực phẩm, đồ uống | Jas Hennessy& Co       | [ 15 ]  |
| 2018 | HD Korea Clinic                                      | Đại sứ thương hiệu | thẩm mỹ, làm đẹp   | Nguyễn Hải Dương       | [ 16 ]  |
| 2019 | Hành trình đạp xe kết nối hành lang kinh tế Đông Tây | Đại sứ hình ảnh    | văn hóa, chính trị | Homeland Group         | [ 17 ]  |
| 2019 | Nha khoa Kim                                         | Đại sứ thương hiệu | thẩm mỹ, làm đẹp   | Sử Duy Bin             | [ 18 ]  |
| 2020 | TRESemmé                                             | Đại sứ thương hiệu | mỹ phẩm, làm đẹp   | Godefroy               | [ 19 ]  |

### Video quảng cáo
| Năm  | Brand / Tổ chức | Sản phẩm / Campaign                   | Ghi chú |
| 2016 | Junco           | Junco Conditioner                     | [ 20 ]  |
| 2018 | Vietjet         | Vietjet Bikini Collection             |         |
| 2019 | Adidas          | 'Here to Create'                      | [ 21 ]  |
| 2019 | Citigym         | '19 Citigym Advertisment              | [ 22 ]  |
| 2019 | Citigym         | Key to Success                        | [ 23 ]  |
| 2019 | IAM Cosmetics   | IAM Lipsticks                         | [ 24 ]  |
| 2019 | IAM Cosmetics   | IAM Red Lipstick                      | [ 25 ]  |
| 2019 | TRESemmé        | TRESemmé 'Spotlight Queen'            | [ 26 ]  |
| 2019 | TRESemmé        | TRESemmé 'Wear Your Hair First'       | [ 27 ]  |
| 2019 | TRESemmé        | TRESemmé 'Power Your Presence'        | [ 28 ]  |
| 2019 | TRESemmé        | TRESemmé Keratine Smooth              | [ 29 ]  |
| 2020 | VNG             | PERFECT WORLD (Game Thế giới hoàn mỹ) |         |

## Diễn xuất

### MV ca nhạc
- MV Xếp hình (2016) – Tăng Nhật Tuệ[30]
- MV Tan vỡ (2016) – Đàm Vĩnh Hưng[31]
- MV Late Night (2014) – Andree ft.  Rhymastic
- MV Khỏe Đẹp Vì Ai (2020) - Bảo Anh
- MV Đừng gọi anh là anh trai (2021) - Đàm Vĩnh Hưng
- MV Như Đàn Ông (2025) - CARA, Đồng Ánh Quỳnh

### Phim điện ảnh
- Người tình Made In Heaven (2017) – vai Diễm Tình[32]
- Hoa hậu Giang hồ - vai Lá và Mây (2019)
- Bố già - vai Trúc Nhàn (2021)

### Phim truyền hình
- Mẹ ác ma cha thiên sứ - vai Tường Anh (2021)

### Phim Web Drama
- Cậu Út Cậu Con Cúc 2 - vai Mưu Tính (2023)
- Tiệm Tóc Bất Ổn - Vai Minh Tú (2022)

## Show diễn tiêu biểu
| Năm  | Vị trí     | Bộ sưu tập                   | Show diễn                                        | Nhà thiết kế                | Ref    |
| 2012 | Model      | Elise Kim Collection         | Elle Fashion Show Fall/Winter 2012-2013          | Elise Kim                   | [ 34 ] |
| 2012 | First Face | I Dream                      | Thời trang và Đam mê                             | Chung Thanh Phong           |        |
| 2013 | Vedette    | Strong Girl                  | Thời trang và Đam mê                             | Thiên Toàn                  | [ 35 ] |
| 2013 | First Face | Love Paradise                | Triển lãm tiệc cưới White Palace                 | Chung Thanh Phong           |        |
| 2013 | First Face | La Niege                     | Special Collection Holiday 2013                  | Chung Thanh Phong           |        |
| 2013 | First Face | Bướm đêm                     | Her World                                        | Chung Thanh Phong           |        |
| 2013 | Vedette    | Sói                          | Thời trang và Đam mê                             | Lưu Ngọc Kim Khanh          | [ 36 ] |
| 2014 | First Face | Thanh Cong Collection        | Thời trang và Đam mê                             | Tăng Thành Công             | [ 37 ] |
| 2014 | First Face | Rin                          | Chung Thanh Phong Fall-Winter                    | Chung Thanh Phong           |        |
| 2014 | First face | Cat In The City              | Vietnam International Fashion Week               | Chung Thanh Phong           |        |
| 2014 | Vedette    |                              | Singapore Fashion Week                           | Oscar De La Renta           |        |
| 2015 | First Face | Tinh tế hạt cà phê           | Chung Thanh Phong Fashion Show                   | Chung Thanh Phong           |        |
| 2015 | First Face | Nguyên bản                   | Vietnam International Fashion Week               | Li Lam                      |        |
| 2015 | First Face | Angle ou Démon               | Chung Thanh Phong Fall - Winter                  | Chung Thanh Phong           |        |
| 2015 | Vedette    | The Clara                    | Vietnam International Fashion Week               | Ezra Santos                 |        |
| 2015 | Vedette    | Cats D'amour                 | Thời trang và Nhân vật                           | Chung Thanh Phong           |        |
| 2015 | Vedette    | Æ'lkemi                      | Vietnam International Fashion Week               | Alvin Fernandez             |        |
| 2015 | Model      | Ballerina                    | Elle Fashion Show                                | Lâm Gia Khang               |        |
| 2016 | First Face | Resort                       | Lâm Gia Khang Fashion Show                       | Lâm Gia Khang               |        |
| 2016 | Vedette    | Infinite Dream               | Yvy Moda Fashion Show                            | Nguyễn Thu Phương           |        |
| 2016 | First Face | Love your body, be your self | Chung Thanh Phong Fall - Winter                  | Chung Thanh Phong           |        |
| 2016 | First Face | Feeling                      | NewYork Fashion Week                             | Quỳnh Paris                 |        |
| 2016 | Vedette    | Le Blanc                     | Chung Thanh Phong Bridal                         | Chung Thanh Phong           |        |
| 2017 | Vedette    | The Calla                    | Calla Luxury Show                                | Phương Linh                 |        |
| 2017 | Vedette    |                              | Đấu trường phong cách tréseme                    | Chung Thanh Phong           |        |
| 2017 | Vedette    | Bóng hình                    | Soul Live Project                                | Trịnh Hoàng Diệu            |        |
| 2017 | First Face | Self Portrait                | Ivy Moda Fashion Show                            | Nguyễn Thu Phương           |        |
| 2017 | First Face | She's a Goddess              | Chung Thanh Phong Fashion Show                   | Chung Thanh Phong           |        |
| 2018 | First Face | Citigym Collab               | Thời trang và Cuộc sống                          | Nguyễn Tiến Truyển          |        |
| 2018 | Vedette    | Nàng Mây                     | Fashion Voyage                                   | Chung Thanh Phong           | [ 38 ] |
| 2018 | Vedette    | Color Block                  | Asian Kids Fashion Show                          | Thanh Huỳnh                 |        |
| 2018 | Vedette    | Phong                        | Chung Thanh Phong Pre Fall                       | Chung Thanh Phong           |        |
| 2019 | Vedette    | Cảm hứng Trung Đông          | Vincent Đoàn Spring Summer                       | Vincent Đoàn                |        |
| 2019 | Vedette    | The Perennial                | Thanh Huỳnh Winter Show                          | Thanh Huỳnh                 |        |
| 2019 | Vedette    | Before Sunset                | Fashion Voyage                                   | Hà Nhật Tiến                |        |
| 2019 | Vedette    | Ocean's Sensation            | Đỗ Long Fashion Show                             | Đỗ Long                     |        |
| 2019 | Vedette    | Seen                         | Quỳnh Anh Shyn Fashion Show                      | Quỳnh Anh Shyn              |        |
| 2019 | Vedette    | Lãnh Mỹ A                    | Show diễn kỷ niệm 25 năm sự nghiệp               | Võ Việt Chung               |        |
| 2019 | Vedette    | Zube Gyd                     | Asian Kids Fashion Week                          | Agied Derta & Hesti Zubaida |        |
| 2019 | First Face | Meuw Gene                    | Vietnam International Fashion Week               | Chung Thanh Phong           |        |
| 2019 | First Face | City Gym                     | Vietnam International Fashion Week               | Wuan Phan                   |        |
| 2019 | Vedette    | Feminism                     | Ly Qui Khanh Fashion Show                        | Lý Quí Khánh                |        |
| 2019 | Vedette    | Back to Nature               | Đỗ Mạnh Cường Spring - Summer                    | Đỗ Mạnh Cường               |        |
| 2020 | Vedette    | Sắc Xuân                     | Phương Hồ Fashion Show                           | Phương Hồ                   |        |
| 2020 | Vedette    | I'm Superstar                | Chung Thanh Phong Spring -Summer                 | Chung Thanh Phong           |        |
| 2020 | First Face | I'm Superstar                | Chung Thanh Phong Spring -Summer                 | Chung Thanh Phong           |        |
| 2020 | First Face | Kim Lang                     | Vietnam International Fashion Week               | Minh Châu                   |        |
| 2020 | First Face | Vie actuelle à Saïgon        | Vietnam International Fashion Week               | Lê Long Dũng                |        |
| 2020 | First Face | Đêm đông cuối cùng           | Vietnam Runway Fashion Week                      | Lê Long Dũng                |        |
| 2020 | Vedette    | Đêm đông cuối cùng           | Vietnam Runway Fashion Week                      | Lê Long Dũng                |        |
| 2020 | Vedette    | Dear My Princess             | Chung Thanh Phong Bridal - Fashion Show Fre Fall | Chung Thanh Phong           |        |
| 2020 | Vedette    | Decos                        | Decos Bridal Fall                                | Nguyễn Phương Đông          |        |
| 2020 | Vedette    | The Mirage                   | Thanh Huỳnh Fashion Show                         | Thanh Huỳnh                 |        |
| 2020 | Vedette    | CityGym                      | Vietnam International Fashion Festival           | Hà Nhật Tiến                |        |
| 2020 | First Face | Màu của tôi                  | Vietnam International Fashion Week               | Nguyễn Công Trí             |        |
| 2020 | First Face | SIXDO                        | -                                                | Đỗ Mạnh Cường               |        |
| 2021 | Vedette    |                              | Voyage Fashion 3                                 | Adrian Anh Tuấn             |        |
| 2021 | Vedette    |                              | IVY MODA                                         | IVY Moda brand              |        |
| 2021 | Vedette    | Miss Fitness                 | Rap Viet All Star Concert                        | Hà Nhật Tiến x Citygym      |        |
| 2021 | Vedette    | CTP NO.1                     | Tiktok Fashup Gala Night                         | Chung Thanh Phong           |        |
| 2021 | First face |                              | SIXDO fall-winter fashion show 2021              | Đỗ Mạnh Cường               | [ 39 ] |
| 2022 | Vedette    | Vùng trời bình yên           | Homeland Resort 2022                             | Vũ Ngọc & Sơn               |        |
| 2022 | Vedette    | Figure                       | Elle Fashion show 2022                           | Cường Đàm                   |        |
| 2023 | Vedette    |                              | DDIX SAI GON                                     | Hoàng Phạm                  |        |
| 2023 | First Face | CTP NO.2                     | Fashion Voyage                                   | Chung Thanh Phong           |        |
| 2023 | Model      |                              | Fashion Show SIXDO                               | Đỗ Mạnh Cường               |        |
| 2023 | Vedette    | BE DISTINCT                  | Fashion Show                                     | Quý Cao                     |        |
| 2023 | Vedette    | Chạng Vạng                   | Fashion Show                                     | Bình An                     |        |
| 2023 | First Face | RHYTHM                       | Fashion Show                                     | Đỗ Long                     |        |
| 2023 | Vedette    | Phương Đông Rực Rỡ 1         | Fashion Show                                     | Vũ Ngọc & Sơn               |        |
| 2023 | Vedette    | Mộc                          | Vietnam International Fashion Festival           | Đặng Ngọc Minh Châu         |        |
| 2023 | First Face | Phương Đông Rực Rỡ 2         | Fashion Show                                     | Vũ Ngọc & Sơn               |        |
| 2023 | First Face | Trăng Là...                  | Fashion Show                                     | Đinh Văn Thơ                |        |
| 2023 | Vedette    | Hồn Việt                     | Sắc màu Việt Nam                                 | Đức Vincie                  |        |
| 2023 | Vedette    |                              | LE JARDIN                                        | Bella Bridal                |        |
| 2024 | First Face | Hạnh Phúc                    | Fashion Show                                     | Vũ Ngọc & Sơn               |        |
| 2024 | Model      | SS2025                       | SIXDO xSHANGHAI FASHION WEEK                     | Đỗ Mạnh Cường               |        |

## Chương trình truyền hình
| Năm  | Chương trình                                                        | Vai trò                        | Phát sóng trên | Ref |
| 2011 | Siêu mẫu Việt Nam                                                   | Thí sinh                       | VTV3           |     |
| 2013 | Siêu mẫu Việt Nam                                                   | Thí sinh                       | VTV3           |     |
| 2016 | Bữa trưa vui vẻ                                                     | Khách mời                      | VTV6           |     |
| 2017 | Asia's Next Top Model                                               | Thí sinh                       | Star World     |     |
| 2017 | The Face Vietnam                                                    | Mentor                         | VTV3           |     |
| 2017 | The Look Vietnam                                                    | Mentor                         | VIVA Shows     |     |
| 2017 | Chuyện đêm muộn                                                     | Khách mời                      | VTV3           |     |
| 2017 | Cuộc sống thường ngày                                               | Khách mời                      | VTV1           |     |
| 2017 | Sáng Phương Nam                                                     | Khách mời                      | VTV9           |     |
| 2017 | Vui sống mỗi ngày                                                   | Khách mời                      | VTV3           |     |
| 2017 | Showbiz 101                                                         | Khách mời                      | VTC8           |     |
| 2017 | Chat cùng sao                                                       | Khách mời                      | Yan News       |     |
| 2017 | Một tiếng kể hết                                                    | Khách mời                      | Afamily        |     |
| 2018 | Ơn giời cậu đây rồi! (Mùa 3 - Tập 6)                                | Khách mời                      | VTV3           |     |
| 2018 | 7 Nụ cười Xuân (Mùa 1 - Tập 14)                                     | Khách mời                      | HTV7           |     |
| 2018 | Asia's Next Top Model                                               | Alumni Mentor                  | Fox Life       |     |
| 2018 | Sao Hoả sao Kim (Tập 7)                                             | Khách mời                      | HTV7           |     |
| 2019 | Giọng ải giọng ai (Mùa 4 - Tập 12)                                  | Khách mời                      | HTV7           |     |
| 2019 | Tôi là Hoa hậu Hoàn vũ Việt Nam 2019 (Tập 8)                        | Mentor                         | VTV9           |     |
| 2019 | Thiên đường ẩm thực (Mùa 5 - Tập 7)                                 | Khách mời                      | HTV7           |     |
| 2019 | Kỳ tài thách đấu (Mùa 3 - Tập 15)                                   | Khách mời                      | HTV7           |     |
| 2019 | Người bí ẩn (Mùa 6 - Tập 12)                                        | Khách mời                      | HTV7           |     |
| 2020 | Đại Sứ Hoàn Mỹ                                                      | Mentor                         | Youtube        |     |
| 2020 | Thiên đường ẩm thực (Mùa 6 - Tập 5)                                 | Khách mời                      | HTV7           |     |
| 2020 | Chị Em Chúng Mình (Tập 10)                                          | Khách mời                      | VTV3           |     |
| 2021 | 7 nụ cười xuân (Mùa 4 - Tập 10)                                     | Khách mời                      | HTV7           |     |
| 2021 | Miss Fitness Star Vietnam- Hoa khôi Ngôi sao Thể thao Việt Nam 2021 | Mentor                         | Youtube        |     |
| 2022 | Sao nhập ngũ 2022                                                   | Thành viên chính               | QPVN           |     |
| 2022 | Người ấy là ai? (Mùa 4)                                             | Cố vấn cố định                 | HTV2           |     |
| 2022 | Hoa hậu Thế giới Việt Nam - Người đẹp Thời trang                    | First Face/Giám khảo khách mời | VTV6           |     |
| 2023 | Người ấy là ai? (Mùa 5)                                             | Cố vấn khách mời               | HTV2           |     |
| 2023 | Hoa hậu Hòa bình Việt Nam                                           | Giám khảo                      |                |     |
| 2023 | 2 ngày 1 đêm mùa lễ hội, 2 ngày 1 đêm mùa 2 (Tập 25 - 26, 39 - 41)  | Khách mời                      | HTV7           |     |